# March or Die
March or Die (prt: A Legião Estrangeira; bra: Marcha ou Morre) é um filme de aventura britânico, com elementos de drama, de 1977 dirigido por Dick Richards e estrelado por Gene Hackman, Terence Hill, Catherine Deneuve, Max von Sydow e Sir Ian Holm. O filme foi lançado nos Estados Unidos em 5 de agosto de 1977.
O filme celebra a Legião Estrangeira Francesa da década de 1920. O Major da Legião Estrangeira Foster (Hackman), um americano cansado da guerra e assombrado por suas memórias da Grande Guerra recentemente encerrada, é designado para proteger um grupo de arqueólogos em um local de escavação em Arfoud, no Marrocos, dos revolucionários beduínos liderados por El-Krim (Sir Ian Holm), personagem baseado no revolucionário marroquino Abd el-Krim.

## Sinopse
Após a Primeira Guerra Mundial, um destacamento da Legião Estrangeira embarcou para o Marrocos para proteger uma missão de escavação arqueológica. A expedição é liderada por François Marneau e protegida pelo esquadrão do Comandante Foster, ao qual se juntou um atraente ladrão, Marco Segrain, para escapar da prisão. Um poderoso líder rifenho, El Krim, tentará impedir o progresso da pequena tropa, reunindo homens de várias tribos para evitar que os franceses profanassem através das suas escavações o túmulo de uma princesa bérbere - A Flor do Deserto - enterrada em Arfoud. O confronto é inevitável...

## Elenco
- Gene Hackman como Major William Sherman Foster
- Terence Hill como Marco Segrain
- Catherine Deneuve como Simone Picard
- Max von Sydow como François Marneau
- Ian Holm como El Krim
- Jack O'Halloran como Ivan
- Rufus como Sargento Triand
- Marcel Bozzuffi como Tenente Fontaine
- Liliane Rovère como Lola
- André Penvern como Cartola
- Paul Sherman como Fred Hastings
- Vernon Dobtcheff como Cabo malvado
- Marne Maitland como Léon
- Gigi Bonos como André
- Wolf Kahler como Primeiro alemão
- Mathias Hell como Segundo alemão
- Jean Champion como Ministro
- Walter Gotell como Coronel Lamont
- Paul Antrim como Mollard
- Catherine Willmer como Mocinha
- Arnold Diamond como Marido
- Maurice Arden como Pierre Lahoud
- Albert Woods como Henri Delacorte
- Elisabeth Mortensen como Garota de rua francesa
- François Valorbe como Detetive
- Villena como Gendarme
- Ernest Misko como Assessor do gabinete do ministro
- Guy Deghy como Capitão do navio
- Jean Rougerie como Legionário nº 1 (na estação)
- Guy Mairesse como Legionário nº 2 (na estação)
- Eve Brenner como Garota cantora
- Guy Marly como Legionário cantor
- Margaret Modlin como Dama de Preto

## Produção
Dick Richards estava interessado na Legião Estrangeira Francesa desde que descobriu que um amigo de seu tio havia se tornado legionário. A maior parte do financiamento foi fornecida pela ITC Entertainment de Lew Grade com base na popularidade de Terence Hill. Foi o segundo filme de Hill voltado para o mercado americano. As filmagens começaram em 23 de agosto de 1976, e a maior parte foi filmada na Espanha.
A Columbia Pictures só concordou em distribuir nos Estados Unidos porque queria distribuir o filme The Eagle Has Landed, de Grade. Na maioria dos mercados, March or Die passou nos cinemas em dupla com Eagle. A Columbia Pictures realizou a distribuição através da Columbia-Warner Distributors. Enquanto em cartaz, o filme teve 373.848 admissões na França.
Gene Hackman ficou ferido durante as filmagens depois de ser jogado de um cavalo, o que fez com que as filmagens fossem suspensas e o orçamento do filme subisse. Hackman estava sentindo dores nas costas e a seguradora que estava filmando foi contatada, concordando em permitir que o ator continuasse as filmagens, desde que ele fosse transportado do hotel até o local de helicóptero. Foi alugado um helicóptero para o trajeto de 20km de Gibraltar para Agadir, no Marrocos. Esse arranjo continuou por cinco ou seis dias mas as dores nas costas continuaram e a seguradora se recusou a continuar a filmagem, pois um ferimento permanente às costas de Gene Hackman custaria muito dinheiro. O cancelamento das filmagens não era possível devida às obrigações contratuais. A seguradora então sugeriu rodar o filme em algum lugar nos desertos dos Estados Unidos. No entanto, a cor das dunas de areia de Agadir não é a mesma da areia de Nevada. O problema foi resolvido com vários grandes aviões de transporte americanos C-130 Hércules foram usados para transportar toneladas de areia das dunas de Agadir para camuflar a areia de Nevada.
Catherine Deneuve, a diva francesa que fez o triângulo amoroso do filme, afirma que March or Die continua a ser uma das suas piores memórias, nomeadamente devido à sua relação conflituosa com o diretor Dick Richards e ao comportamento "desagradável" do ator americano Gene Hackman, cuja reputação difícil é "incomparável". Catherine já visitou a região da filmagem, "Fazia muito bom tempo, muito calor, que é um dos motivos pelos quais muitos americanos e ingleses vieram filmar aqui: o bom tempo está assegurado", relembrou a atriz. A relação com o diretor era muito pesada. Um dia, Catherine chegou um pouco atrasada no set e foi lhe passado um sermão pelo diretor na frente de todos dizendo coisas como "Sabe, para fazer filmes tem que ter disciplina, tem que seguir cronograma"; e a atriz respondeu com muita calma "Escute, eu não sabia que faria um filme com um diretor de clipes publicitários".

## Cenas e tropos
O filme reuniu todos os tropos das histórias de aventura, com o comandante alcoólatra e desiludido (Gene Hackman), o sargento de olhos duros (Rufus), o legionário despreocupado (Terence Hill), o grandalhão (Jack O'Halloran), o cara elegante que não está preparado para a vida no quartel (André Penvern), o aristocrata em busca da emoção da luta (Paul Sherman), o nobre e implacável chefe bérbere (Ian Holm), o velho professor (Max von Sydow) e sua jovem e linda filha (Catherine Deneuve). Um dos pôsteres promocionais tem a frase "A magnífica história de cada homem corajoso que já saiu para enfrentar a morte e de cada mulher corajosa que já esperou seu retorno". A música Plaisir d'amour, uma canção sobre amor perdido e arrependimento, é tocada repetidamente ao longo da história como tema do filme. A canção da Legião, Le Boudin, é tocada na abertura com seus tradicionais 88 passo e nos créditos finais, desta vez em ritmo acelerado.
O ator alemão Wolf Kahler, famoso pelo papel do coronel nazista no filme do Indiana Jones, Os Caçadores da Arca Perdida, tem uma pequena aparição na primeira cena do filme. Na estação de trem, na França, ele é um dos prisioneiros alemães com as mãos sobre as cabeças, e os quais são oferecidos serviço na Legião Estrangeira ao invés de ficarem nos campos de prisioneiros de guerra. O personagem de Kahler exorta o amigo (Mathias Hell) a aceitar a oferta dizendo que não há nada os esperando na Alemanha, então destruída pela derrota na Primeira Guerra Mundial, e os dois seguem o sargento legionário.

### Cenas adicionais
Na versão televisiva, houve diversas cenas que não constaram nas versões teatrais ou em vídeo e DVD do filme. Uma cena extra crucial ocorre quando o trabalho de escavação começa e é descoberto que dois dos legionários, ambos recrutas alemães, desertaram. O sádico segundo em comando da companhia, o Tenente Fontaine e seu companheiro igualmente cruel, o Cabo, lideram uma patrulha para capturá-los. Eles alcançam os dois alemães e Fontaine ordena que a patrulha atire neles. O barulho atrai um grande grupo de tribos beduínas e, desconsiderando os avisos de seus homens, Fontaine ordena que seus homens abram fogo, iniciando uma batalha. O Cabo é morto a tiros e Fontaine fica com medo e se mata. Marco demonstra sua coragem e talento natural para liderança ao reunir os sobreviventes da patrulha e derrotar com sucesso os atacantes. No lançamento de vídeo, esta cena foi omitida, mas breves tomadas de Fontaine e do Cabo foram tiradas desta cena e editadas na batalha climática no local de escavação, de modo que parece que os dois homens morreram lá.